# Orocrambus enchophorus
Orocrambus enchophorus là một loài bướm đêm trong họ Crambidae.